# 마화텅
마화텅(중국어 간체자: 马化腾, 정체자: 馬化騰, 병음: Mǎ Huàténg, 영어 이름: 포니 마, Pony Ma, 1971년 10월29일~ )는 중국의 기업인으로, 텐센트의 창업자이다. 1998년 11월 장즈둥(张志东, Tony Zhang)과 함께 텐센트를 공동 창업하여 현재까지 최고경영자를 맡고 있다. 2019년 포브스 세계 부자 순위에서 20위를 기록하였다.

## 생애
1971년 중국 광둥(廣東)성 산터우(汕頭)에서 태어나 하이난(海南)에서 유년시절을 보낸 마화텅의 어릴 적 꿈은 천문학자였다. 유복한 환경에서 자란 그는 부모님을 따라 선전(深圳)으로 이주해 선전대학 컴퓨터학과에 진학했다. 1993년 졸업 후 선전룬쉰통신발전유한공사라는 통신서비스 제공업체에서 소프트웨어 엔지니어로 일한다. 이후, 대학시절의 경험과 10년간 IT분야에서의 경력을 가지고 자신만의 사업을 펼치고자 1998년 회사를 떠나 대학 동기인 장즈둥(張志東)과 텐센트를 창업했다.

## 저서
- 《인터넷 플러스 혁명 - 2025 중국의 미래를 결정할 국가전략리포트》
- 《공유 경제》